# سترجفوي
سترجفوي (بالروسية: Стрежевой) هي إحدى مدن روسيا في الكيان الفدرالي الروسي تومسك أوبلاست.